# هری مارکوویتز
هری مارکوویتز (انگلیسی: Harry Markowitz؛ زادهٔ ۲۴ اوت ۱۹۲۷ - درگذشته 22 ژوئن 2023) اقتصاددان آمریکایی و برندهٔ جایزه نوبل اقتصاد است. وی مطالعات گسترده‌ای در زمینه چگونگی اختصاص بهینه سبد سهام انجام داده‌است. از جمله می‌توان به مطالعات گسترده در زمینه ریسک سرمایه در تشکیل سبد سهام اشاره نمود.

## زندگی
هری مکس مارکوویتز در ۲۴ اوت ۱۹۲۷ در شیکاگو، ایلینوی متولد شد. در دوران مدرسه و کارشناسی به فیزیک و فلسفه علاقه‌مند بود. اما پس از دریافت مدرک کارشناسی، تصمیم گرفت تحصیلاتش را در رشته اقتصاد در دانشگاه شیکاگو دنبال کند. به این ترتیب توانست تحصیلاتش را زیر نظر اقتصاددانانی مانند میلتون فریدمن، جاکوب مارشال و لئونارد سوج ادامه دهد. وی موضوع پایان‌نامه خود را در مورد کاربرد ریاضیات در تحلیل بازار سهام انتخاب کرد. وی بعداً تحقیقات خود را در این زمینه گسترش داد.
مارکوویتز در سال ۱۹۵۲ از رساله دکترای خود در دانشگاه شیکاگو دفاع نمود. وی همچنین در همین سال برای کار به شرکت راند رفت و در آنجا با استفاده از تکنیک‌های بهینه‌سازی تحقیقاتی را برای شناسایی میانگین واریانس بهینه سبدهای سهام آغاز نمود. این تحقیقات منجر به توسعه الگوریتم خط بحرانی شد که بعدها مرز مارکوویتز نام‌گذاری شد. نتایج این تحقیقات در سال ۱۹۵۹ در کتابی با موضوع چگونگی اختصاص سبد سهام به چاپ رسید.
مارکوویتز در سال ۱۹۹۰ به‌خاطر پیشگامی‌اش در تئوری مدرن سهام، بررسی تأثیرات ریسک سرمایه و مطالعات در زمینه بازگشت‌های پیش‌بینی شده سهام، موفق به دریافت جایزه نوبل در رشته اقتصاد شد.
او هم‌اکنون به‌عنوان مشاور و پژوهشگر در یک شرکت مدیریت سرمایه‌گذاری در نیویورک مشغول به فعالیت است.